# IT-ceum
IT-ceum és un museu sobre la història de la informàtica situat a Linköping. L'exposició se centra en el període posterior a 1945 a Suècia i, més especialment, en els desenvolupaments de la companyia Datasaab. El museu es va establir a partir de la col·laboració de la Universitat de Linköping i l'associació d'amics de Datasaab, i és finançat principalment per la fundació Westman-Wernerska. Es va inaugurar el 9 de desembre de 2004.
Es va inaugurar el 9 de desembre de 2004 en el Mjärdevi Science Park. El 29 de maig de 2009 es va tancar aquesta seu de l'IT-ceum per traslladar-lo al Östergötlands länsmuseum (museu del comtat d'Östergötland) en el centre de Linköping. Amb el trasllat, el museu va passar a anomenar-se "Datamuseet IT-ceum".